# Congress Hotel Chemnitz
Das Congress Hotel Chemnitz ist ein 3-Sterne-Hotel in Chemnitz. Es liegt zentral in der Innenstadt von Chemnitz und ist mit einer Höhe von 97 m und 26 Obergeschossen das höchste Gebäude der Stadt.

## Geschichte
Das Gebäude wurde von 1969 bis 1974 als Interhotel „Kongreß“ von dem Architekten Rudolf Weißer im damaligen Karl-Marx-Stadt in der Auffassung der DDR-Moderne geplant, in Gleitbauweise errichtet und zum Teil mit einer Vorhangfassade verkleidet.
Nach der Deutschen Wiedervereinigung gehörte es zunächst zur französischen Kette Accor und dort zur Gruppe der Mercure Hotels. Danach wurde das Hotel mehrfach verkauft, aber bis Ende 2017 unter dem alten Namen geführt.
Ab 2018 wurde das Hotel von Dorint betrieben, wobei anfangs lediglich die oberen sieben Etagen noch als Hotel mit insgesamt 101 Zimmern genutzt wurden. 2018 öffnete auch das Panorama-Restaurant in der 26. Etage wieder, nachdem es 2014 geschlossen worden war.
Im September 2023 wurde das Hotel von der GCH Hotel Group übernommen, seit Januar 2024 wird es unter dem Namen Congress Hotel Chemnitz geführt.